# Анри Дюнан
 Жан Анри Дюнан (на френски: Jean Henri Dunant) е швейцарски предприемач, хуманист и филантроп, носител на Нобелова награда за мир през 1901 г.

## Произход и ранни години (1828 – 1855)
Роден е на 8 май 1828 г. в Женева, Швейцария, в заможно семейство. Баща му Жан Жак Дюнан е член на Управителния съвет на Женева и в кръга на задълженията му влиза надзорът над приютите за сираци. Дядото на Дюнан е директор на Женевската болница и кмет на съседния град. Майка му Ана Антоанета Коладон е сестра на известния физик Даниел Коладон.
От малък Дюнан се интересува икономика, религия и обществена дейност. През деня учи икономика, а през нощта навестява бедните. В неделя след църква ходи в местния затвор, където утешава с думи затворниците. На 18-годишна възраст се присъединява към евангелистката организация „Пробуждане“, популярна по това време в Женева.
През 1853 г., след като се запознава с американската писателка Хариет Бичър Стоу, Дюнан се изказва решително срещу робството, борбата с което води в продължение на няколко десетилетия. Участва активно в работата на създадената малко преди това „Християнска младежка асоциация“ (на английски: Young Men's Christian Association), чийто парижки отдел, първият в Европа, е открит през 1855 г.

## В Алжир (1855 – 1859)
На 26 години Дюнан започва работа в представителството на една от най-големите женевски банки в Северна Африка и Сицилия. Той продължава благотворителната си дейност и основава отдел на „Християнската младежка асоциация“ в Алжир. Тогава публикува и пътните си бележки за страната. Една от главите на произведението излиза като отделна книга със заглавие „Робството при мюсюлманите и в Съединените американски щати“ (на френски: „L'Esclavage chez les Musulmans et aux Etats-Unis d'Amerique“, 1863).
През 1859 г. Дюнан решава да основе собствено предприятие, като си избира обширен участък земя в Алжир, където възнамерява да отглежда домашни животни и да се занимава със земеделие. С помощта на приятели и роднини успява да събере 100 млн. швейцарски франка. Но за да се осъществят плановете му, трябва да се построи водопровод и след като не получава подкрепа от алжирските чиновници, Дюнан решава да се обърне към император Наполеон ІІІ, който се намира в Солферино (Италия), където френската армия, заедно с италианските си съюзници, се готви да отблъсне нахлуването на австрийците.

## В Италия (1859 – 1862)
На 24 юни 1859 г. Дюнан пристига в Кастильоне деле Стивиере и там става свидетел на едно от най-кървавите сражения (във Втората война за италианска независимост) през XIX век – битката при Солферино. След нея 6000 души се отправят към Солферино, за да пренесат ранените в Кастильоне. Дюнан има френски пропуск и не остава безучастен. По домове, казарми, църкви и манастири се организират импровизирани болници. Само двама лекари обслужват пострадалите. Дюнан ръководи работата в Голямата църквата (Chiesa Maggiore, Киеза Маджоре), като събира храна и организира първа помощ с помощта на пътешественици, свещеници и журналисти. Доброволци обзавеждат превързочен пункт, а сред военнопленниците смогват да се намерят още четирима лекари. Успява да издейства от френския щаб освобождаването на всички австрийци, които са преминали медицинска подготовка. Обръща се за помощ и към благотворителни организации в Женева. По-късно прави същото по бойните полета край Бреша и Милано.

## Създаване на Международния комитет на Червения кръст (1862 – 1871)
Споменът за Солферино преследва Дюнан през целия му живот. През 1862 г. той публикува книгата „Спомен за Солферино“, където описва ужаса от битката, разказва за оказваната помощ в Кастильоне и в заключение предлага да се създаде международна организация, която да помага на жертвите от войната. Книгата му донася слава. Управляващите кръгове в Европа и журналистите проявяват към плана му огромен интерес.
През февруари следващата година Женевското дружество за обществено благоденствие (хуманитарна организация, състояща се от най-видните женевски граждани), се заема да осъществи плана на Дюнан. Дружеството създава комитет от петима души, в който влиза и Дюнан. Той призовава да се започне кампания за подкрепа. Дюнан се обръща с призив към европейските правителства и сътрудничи с видни обществени дейци като Виктор Юго, Чарлз Дикенс и Флорънс Найтингейл за организиране на международна конференция, която да обедини усилията на отделните национални групи за оказване на помощ. На 26 октомври 1863 г. в Женева се срещат 39 делегати от 16 страни. Те изработват проект за договор, който да гарантира неутралитета на тези, които оказват помощ, и приемат емблемата червен кръст на бял фон (вариант на швейцарското знаме). На комитета на петимата е предложено да започне координация на работата на националните организации, което фактически създава Международния комитет на червения кръст. Договорът, широко известен като Женевска конвенция, е подписан следващата година в Париж от представителите на 12 страни. В основата на подписаните женевски конвенции стоят предложенията от книгата на Дюнан.
Погълнат от хуманитарната си дейност, Дюнан изоставя алжирското си предприятие и през 1876 г. банкрутира. Без да се съобразяват с обстоятелствата и добрите му намерения, няколко вложители го обвиняват в мошеничество. Отхвърлен от женевското общество, което преди го възхвалявало, Дюнан се оказва без пукната пара. Въпреки това присъства на общото събрание на Червения кръст, което се състои в Париж по време на световното изложение. Там прави предложение да се гарантира на военнопленниците неприкосновеност, както на болните и ранените.

## Френско-пруската война и правата на военнопленниците (1871)
През 1871 г., по време на Френско-пруската война, Дюнан основава дружество, в чиито задачи влиза защитата на военнопленниците; негови отдели са създадени във Франция, Англия, Белгия, Бавария и САЩ. На следващата година дружеството получава името „Световен съюз за ред и цивилизация“. Френският и английският отдел на съюза се присъединяват към призива на Дюнан за разпростиране на неутралитета и над затворниците. Руският цар Александър ІІ помага за подготовката на конференция в Брюксел, където е разработена конвенция за воденето на война и за отношението към пленниците. Макар че не донася бързи резултати, съвещанието дава тласък да се сключи споразумение за правата на военнопленниците.
Като се придържат строго към доктрината Монро, САЩ все още не признават Червения кръст, но американската медицинска сестра Клара Бартън, която работи от името на Червения кръст по време на Френско-пруската война, основава първия отдел на дружеството в САЩ. През 1882 г. Сенатът на САЩ приема условията на Женевската конвенция за отношението към военнопленниците.

## „Световен съюз за ред и цивилизация“ (1871 – 1874)
От 1871 до 1874 г. Дюнан посвещава по-голямата част от времето си на Световния съюз. През 1874 г. става инициатор на кампания срещу търговията с роби, която все още процъфтявала на отделни места в Африка, Египет, Турция и Афганистан. Макар че робството в Европа е забранено със закон, през 1875 г. английското Адмиралтейство нарежда на капитаните на кораби да връщат избягалите роби на собствениците им. Дюнан организира енергични протестни акции и новите инструкции са отменени. Той подкрепя и стремежите на европейските евреи да се върнат в родината на дедите си.

## Следващи години (1875 – 1910)
През 1864 г. Дюнан основава и Международно дружество за възраждане на Изтока, цел на което е създаването на европейска колония в Палестина. В търсене на средства за това начинание Дюнан учредява Дружество за сирийска и палестинска колонизация. Членовете на дружеството разчитали, че султан Абдул Хамид II ще отдели поземлен участък, но Руско-турската война (1877 – 1878) осуетява плановете им.
През следващите години Дюнан живее в уединение и се появява рядко сред хората. За да събере средства за Световния съюз, чете за кратко лекции в Англия. Презиран от семейството си и забравен от приятелите си, той се заселва в Южна Англия, макар че живее известно време в Париж, където е секретар на Френското дружество на приятелите на мира на Фредерик Паси. Скоро след това се връща в Швейцария и започва да странства от село на село. Въпреки нищетата, той поддържа прецизно външността си, маскирайки извехтелите места по редингота си с мастило и избелвайки с тебешир ризата си. През 1892 г. се заселва в Хайденския приют, където прекарва остатъка от живота си.
След много години без никаква вест от него го открива журналистът Вилхелм Зондрегер, чието интервю с Дюнан е препечатано от много европейски вестници. След като разбира за бедността му Руската императрица му отпуска пенсия. Берта фон Зутнер го посещава и предлага да помогне за възстановяването на репутацията му. Зутнер пише често за него и самият Дюнан започва да сътрудничи на пацифистките списания, които издава.
През 1901 г. Дюнан става първият лауреат на Нобелова награда за мир, която разделя с Фределик Паси. Той е болен и не може да отиде от Хайден за участие в церемонията по награждаването. Изборът на Нобеловия комитет предизвиква противоречиви съждения, някои смятат, че опитите на Дюнан да смекчи последиците от войната водят до нейното узаконяване.
Дюнан не създава семейство. Всичките средства, получени от Нобеловия комитет, завещава на благотворителни организации в Норвегия и Швеция. Той урежда и безплатно легло за бедни в Хайденския приют, в който прекарва последните 18 години от живота си. Паметникът над гроба му представлява коленичил човек, който подава вода на ранен войник.
Умира на 30 октомври 1910 г. в Хайден на 82-годишна възраст.

## Избрано творчество
- Notice sur la Régence de Tunis. Женева, 1858
- L’Empire de Charlemagne rétabli ou Le Saint-Empire romain reconstitué par sa Majesté L’Empereur Napoléon III. Женева, 1859
- Mémorandum au sujet de la société financière et industrielle des Moulins de Mons-Djemila en Algérie. Париж, 1859
- Un Souvenir de Solférino. Женева, 1862
- L'Esclavage chez les musulmans et aux États-Unis d'Amérique. Женева, 1863
- La charité sur les champs de bataille. Женева, 1864
- Les prisonniers de guerre. Париж, 1867
- Bibliothèque internationale universelle. Париж, 1867
- An die Presse. в „Долу оръжията!“ Виена, 1896 (Nr. 9, стр. 327 – 331)
- Kleines Arsenal gegen den Militarismus. в „Долу оръжията!“ Виена, 1897 (Nr. 5, стр. 161 – 166; Nr. 6, стр. 208 – 210; Nr. 8 – 9, стр. 310 – 314)
- Kleines Arsenal gegen den Krieg. в „Долу оръжията!“ Виена, 1897 (Nr. 10, стр. 366 – 370)